# امرأة ورجل (فلم)
فيلم امرأة ورجل هو فيلم سينمائي درامي مصري إنتاج عام 1971 عن قصة للأديب الكبير يحيى حقي، بطولة رشدي أباظة وناهد شريف وتوفيق الدقن، وإخراج حسام الدين مصطفى.

## قصة الفيلم
فيلم امرأة ورجل فيه ذكاء شديد من حسام الدين مصطفى الذي اختار تلك القصة القصيرة ليخرجها، لتميزها ببيئة جديدة على السينما المصرية ، وهي بيئة المحاجر وما يحدث فيه من تفاعل بين العمال، وعلاقتهم الشخصية والمهنية، وذلك الأمر يعطي رحابة في أسلوب التصوير وإدارة الكاميرا بصورة جديدة على المشاهد المصري، الذي تجذبه الصورة قبل الموضوع في كثير من الأحيان، لذلك تفاعل مع العمل وان لم يكن ذلك التفاعل بالصورة المرضية لحسام الدين مصطفى ، لكن رأي النقاد في جودة العمل عوضه التفاعل المطلوب من الجماهير . وقصة الفيلم بسيطة تدور حول جاسر رشدي أباظة الذي يعمل في أحد المحاجر ولم يتزوج، ويفرغ شحنته الجنسية في فتاة الليل حميدة زيزي مصطفى ، التي تحبه وتتمنى الزواج منه والتوبة عن طريق الشيطان الذي تسلكه، لكن جاسر لا يحبها وإنما يلتقي بها جنسيا فقط، ويعطيها مثل غيره نظير هذا اللقاء، وهناك شخص آخر هو متولي الذي يحب حميدة ويعمل مع جاسر في المحجر، وبسبب هذا الحب يسخر من جاسر في المحجر مما يحدث شجارا بينهما، تكون نتيجته مصرع متولي عندما اختل توازنه وسقط من فوق الجبل، لذلك يحكم على جاسر بالسجن لمدة خمس سنوات، وبعد خروجه يذهب ليعيش مع قريبه إسماعيل توفيق الدقن المتزوج من الفتاة اللعوب نرجس ناهد شريف ، التي تظهر لزوجها الشرف والعفة وهي في الحقيقة تستغل عملها بالسوق لتعاشر الرجال جنسيا في مقابل المال، الذي تنفق منه على نفسها وزوجها المسكين الذي لا يسأل عن مصدر المال الوفير بيد نرجس ، ويكفيه الطعام الشهي الذي تحضره له نرجس ، ويقع جاسر في حب نرجس رغم علمه بسلوكها السيئ، ويزداد حبه لها لدرجة انه يقنع إسماعيل بالعمل معه في المحجر، ويدبر له طريقة يلقى بها إسماعيل مصرعه دون أن يكتشف أحد جريمة جاسر ، ثم يتزوج من نرجس ولا تتم سعادته نظرا لإصابته بالعمى في المحجر نتيجة لانفجار حدث بالقرب منه، فتنقلب حياته إلى شقاء، ويشك في نرجس ويعاملها بكل غلظة، فتهرب نرجس إلى شيخ الخفر خميس إبراهيم الشامي الذي كان يجلب لها الزبائن في مقابل عمولة خاصة، ويحاول خميس أن يعاشر نرجس ، لكنها ترفض ذلك وتريد التوبة عن هذا الطريق، ويبحث جاسر عن نرجس ، ويكتشف ذهابها إلى خميس ، فيذهب إليه ويقتله، ثم يقتل نرجس ويحملها ماضيا بها إلى طريق الضياع والمجهول .

## الممثلون
- رشدي أباظة
- ناهد شريف
- توفيق الدقن
- زيزي مصطفى
- إبراهيم الشامي
- حسين إسماعيل
- فاروق فلوكس
- فايق بهجت
- هناء البيلى
- أحمد مرسي
- عزة فؤاد
- بدرية عبدالجواد
- صالح العويل
- سيد إبراهيم
- صالح الإسكندراني

## روابط خارجية
- مقالات تستعمل روابط فنية بلا صلة مع ويكي بيانات